# Stade Adelmar-da-Costa-Carvalho
 (avril 2025).
Si vous disposez d'ouvrages ou d'articles de référence ou si vous connaissez des sites web de qualité traitant du thème abordé ici, merci de compléter l'article en donnant les références utiles à sa vérifiabilité et en les liant à la section « Notes et références ».
Le stade Adelmar-da-Costa-Carvalho, populairement connu sous le nom de Ilha do Retiro, est un stade de football situé à Recife au Brésil.
Le stade d'une capacité de 32 983 places appartient au Sport Club do Recife, qui y joue ses matchs à domicile.

## Histoire
L'Estádio Ilha do Retiro à Recife, la capitale de l'État brésilien de Pernambuco au nord-est du pays, a été inauguré le 4 juillet 1937. Le stade est nommé d'après le quartier de Recife dans lequel il a été construit. Plus tard, le nom du stade a été changé et il devient Estádio Adelmar da Costa Carvalho  d'après Adelmar da Costa Carvalho (1909-1990), ancien président de Sport Recife. Cependant, l'ancien nom est toujours très populaire. Depuis son ouverture, le Sport Recife l'utilise pour ses matchs de football à domicile.
L'Estádio Ilha do Retiro est le deuxième plus grand stade de football de Recife après l'Estádio do Arruda du Santa Cruz FC, qui peut accueillir 60 000 spectateurs.
L'Ilha do Retiro a désormais une capacité de 32 983 places. Le record de spectateurs a été établi lorsque le CA do Porto s'est rendu à Recife pour le championnat de l'État de Pernambuco le 7 juin 1998 avec 56 875 personnes assistant à la victoire du Sport Recife 2 à 0. 
Le stade a été le lieu pour un match de la Coupe du monde de 1950 entre les équipes nationales du Chili et des États-Unis, qui s'est terminé 5 à 2, dans ce qui était à l'époque le plus grand stade de Recife.